# Jodie Comer
Jodie Marie Comer (Liverpool; 11 de marzo de 1993), conocida artísticamente como Jodie Comer, es una actriz británica de cine, televisión y teatro. Ha recibido varios reconocimientos, incluidos dos Premios de la Academia Británica de la Televisión, un Premio Primetime Emmy, un Premio Tony, y un Premio Laurence Olivier. Además de nominaciones como dos Premios Globo de Oro, dos Premios de la Crítica Cinematográfica, y un Premio del Sindicato de Actores.
Ha interpretado papeles destacados en televisión como: Chloe Gemmel en la serie My Mad Fat Diary, Ivy Moxam en Thirteen, Kate Parks en Doctor Foster, Elizabeth de York en The White Princess y Oksana Astankova/Villanelle en Killing Eve, papel por el cual ganó el Primetime Emmy a la mejor actriz en una serie dramática y el Premio BAFTA a la mejor actriz de televisión, y a Sarah en el telefilme Help, papel por el cual incluso ganó un Premio BAFTA a la mejor actriz de televisión.
Asimismo ha interpretado papeles notorios en la gran pantalla, como Millie/Molotov Girl en Free Guy y Marguerite de Carrouges en El último duelo. 
En 2022, Comer hizo su debut en los Teatros del West End con la obra de teatro unipersonal Prima Facie de Suzie Miller, papel por el cual ganó un Premio Laurence Olivier a la Mejor Actriz. En 2023 y tras el éxito en el West End, Comer hizo su debut con Prima Facie en Broadway, papel por el cual ganó un Premio Tony a la mejor actriz principal en una obra de teatro.

## Biografía
Jodie Marie Comer nació el 11 de marzo de 1993 en Liverpool y creció en Childwall. Hija de Donna, empleada de Merseyrail, y de James Comer, fisioterapeuta del Everton FC. Tiene un hermano menor llamado Charlie (nacido en 1995). Creció en el barrio de Liverpool, llamado Childwall; y asistió a la escuela secundaria católica St. Julie's Catholic High School, en el suburbio de Woolton en Liverpool, donde se hizo muy amiga de la futura campeona mundial de heptatlón Katarina Johnson-Thompson.
Fue expulsada de su grupo de baile en el instituto por no poder asistir a los ensayos donde se preparaban para la actuación de talentos de la escuela, ya que en ese momento se encontraba de vacaciones familiares. Finalmente decidió presentarse en solitario y realizar un monólogo para el espectáculo del instituto. Su puesta en escena llamó la atención de su profesor de teatro, quien luego la envió a una audición para una obra de la BBC Radio 4, que se convirtió en su primer trabajo como actriz. Sus coprotagonistas en la obra le dijeron que tenía talento como para hacer carrera actuando, y le aconsejaron que buscase un agente.
Mientras seguía tratando de crearse una carrera como actriz, trabajó como cajera en un supermercado Tesco. Comer ha hablado sobre la discriminación de clase que ha experimentado como actriz de origen de clase trabajadora.

## Carrera

### 2008–2013: Inicios y primeros papeles
Comer comenzó su carrera cuando recibió un papel de invitada en The Royal Today, una serie spin-off de The Royal. En 2010, hizo una serie de apariciones en series populares de la televisión británica como Holby City, donde interpretó a una joven adolescente que decide acudir al hospital después de estar varias semanas con vómitos; y en Waterloo Road, donde da vida a Sarah, una estudiante que, junto a Ronan, se encuentra preocupada porque el condón se les rompió mientras mantenían relaciones sexuales, sufriendo muchos nervios por tener que pedir la píldora del día después.
Fue en 2011 cuando comenzó a recibir papeles mucho más importantes en la televisión, ya que fue elegida para el rol principal en la miniserie de drama de cinco episodios Justice, donde encarnaba a Sharna Mulhearne. Al año siguiente, recibió bastantes más proyectos; apareciendo en la serie Doctors como Kelly Lowther; en Silent Witness como Eve Gilston, una joven que fallece tras practicarle un exorcismo; en Good Cup como Amy, donde trabajaría junto a Stephen Graham, que al ver su talento quiso recomendarla a su agente. Apareció también en la serie Casualty como Maddy Eldon, y en dos episodios de la serie Coming Up, como Gemma y como Cat Sullivan.
Este año también realizó un corto llamado The Last Bite, en la que interpretaba a Marcy, una camarera que está cerrando el Diner donde trabaja, cuando de repente entra un hombre sudoroso, aparentemente dolorido y pide un café. Pronto le sigue otro cliente peculiar.
En 2013, hizo una aparición en Law & Order: UK, como Jess Hays, y posteriormente interpretó a Izzy Realins, la exnovia de Gideon en la serie Vera. Comer fue anunciada dentro del reparto de la serie de comedia-drama de E4, My Mad Fat Diary, donde apareció por tres temporadas como Chloe Gemell, la amiga de Rae.
Este año realizó otro corto, dando vida a Holliday en In T’Vic.

### 2014–2017: Despegue y papeles importantes
En 2014, participó en un cameo para la serie Inspector George Gently, como Justine Leyland. También apareció en la miniserie de casos sobrenaturales Remember Me, como Hanna Ward, una de las asistentes de cuidados, además continuó con su papel de Chloe Gemell en My Mad Fat Diary.
En 2015 se estrenó la última temporada de My Mad Fat Diary, y con ello finalizó su papel como Chloe Gemell, con el que fue ganando cierta popularidad, sobre todo a nivel nacional.
Ese mismo año se unió al elenco principal de la serie Doctor Foster, donde da vida a Kate Parks, una joven que comienza una aventura con el casado promotor inmobiliario Simon Foster (Bertie Carvel).
También apareció en la adaptación de película para televisión Lady Chatterley's Lover, transmitida por BBC One, donde interpretó a Ivy Bolton, una joven enfermera encargada del cuidado de Sir Clifford Chatterley (James Norton), que busca vengarse de él por la muerte de su esposo Ted Bolton en la mina propiedad de Clifford.
El 23 de febrero de 2016 se unió al elenco de la miniserie Thirteen, de BBC Three donde interpretó a Ivy Moxam, una joven que tras pasar 13 años secuestrada logra escapar de su captor, y cuyo papel le valió una nominación para los premios BAFTA.
En junio de 2016 se anunció que se había unido al elenco principal de la serie The White Princess.
En noviembre de ese mismo año apareció en la miniserie dramática Rillington Place, en la cual interpretó a Beryl Evans. La miniserie está basada en los asesinatos de Notting Hill realizados por John Christie en las décadas de los 40 y los 50, y cómo Timothy Evans erróneamente fue acusado y sentenciado a muerte por los asesinatos de su esposa Beryl y su hija Geraldine, crímenes cometidos por Christie.
En 2017 se estrenó a nivel mundial The White Princess, donde dio vida a la Princesa Elizabeth de York, futura reina de Inglaterra. Su aparición como protagonista en esta serie le hizo tener más presencia en el panorama internacional. El 3 de octubre se estrenó la segunda y última temporada de Doctor Foster.
Hizo su debut cinematográfico como Chistine cuando se anunció que se había sumado al elenco principal de una película biográfica sobre Steven Morrissey England Is Mine, la película se centraría en las primeras reuniones de Morrissey con Johnny Marr, que con el tiempo llevarían a la creación de "The Smiths".

### 2018–2022:Kiling Evey reconocimiento
El 28 de junio de 2017 se anunció que Comer se había unido al elenco de la serie Killing Eve, donde daría vida a Villanelle. El 8 de abril de 2018 se estrenaba Killing Eve, presentaba al mundo a Villanelle, una asesina experta que disfruta de los lujos que su violento trabajo le brinda, y que desarrolla una obsesión mutua con Eve Polastri (interpretada por Sandra Oh), la agente del MI6 encargada de perseguirla. 
Comer ha cosechado elogios de la crítica por su actuación en la serie, Jia Tolentino escritora de The New Yorker, ha afirmando que, en el contexto de los "constantes cambios de tono y ritmo" del programa, la "ambigüedad e imposibilidad del personaje de Villanelle ha funcionado (durante la primera temporada) gracias al carisma voluble e inexpugnable de Comer". Debido a que su personaje cambia entre múltiples acentos de todo el mundo como parte de sus diversos disfraces, se ha prestado mucha atención al acento nativo de Scouse de Comer y a la sorpresa de los espectadores que lo escuchan por primera vez.
Por su interpretación de Villanelle, Comer ha sido nominada a dos premios Primetime Emmy a la mejor actriz principal en una serie dramática y tres premios de televisión de la Academia Británica a la mejor actriz, y ganó ambos en 2019.
En junio de 2018, Comer fue una de las actrices protagonistas de una serie de monólogos de BBC Four llamada Snatches: Moments From Women's Lives, una serie de ocho capítulos que muestran homenaje al 100 aniversario del derecho a voto de la mujer en Inglaterra. A través de una serie de monólogos, estas mujeres ofrecen distintos puntos de vista con respecto a la evolución del derecho de la mujer a lo largo de un siglo. Comer apareció en el episodio Bovril Pam, donde interpretó a una secretaria en el Liverpool de los sesenta explorando su sexualidad. Este abril de 2019, se le preguntó a Comer sobre el próximo trabajo durante su entrevista en Happy Sad Confused (Podcast) y reveló que se había visto obligada a abandonar la adaptación del director Kenneth Branagh al cine de Muerte en el Nilo, libro de Agatha Christie debido a conflictos de programación.
Comer realizó un breve cameo en la película de 2019 Star Wars: El ascenso de Skywalker, apareciendo como la madre de Rey en flashbacks.
En junio de 2020, Comer interpretó el papel principal de Lesley, una actriz que saborea la posibilidad de una gran oportunidad para su carrera, en un revival de BBC iPlayer del episodio de Talking Heads: Her Big Chance. El episodio, dirigido por Josie Rourke, fue filmado a puertas cerradas debido a la pandemia de COVID-19.
El 13 de agosto de 2021, se estrenó después de varias fechas pospuestas debido a la pandemia del COVID, la película dirigida por Shawn Levy y que coprotagonizó junto a Ryan Reynolds, Free Guy, donde interpreta a Millie una programadora que usa el personaje de Molotov Girl para sumergirse en el juego Free City. La película alcanzó una recaudación de 331,5 millones USD y fue muy bien acogida tanto por el público, como por la crítica, por la buena adaptación del mundo de los videojuegos a una película.
El 15 de octubre de 2021, se estrenó también El último duelo, película dirigida por Ridley Scott, y que coprotagoniza junto a Matt Damon, Adam Driver y Ben Affleck. La película fue presentada fuera de concurso en el festival de la Biennal de Venecia, y fue muy aplaudida, destacando con grandes alabanzas la magnífica actuación que hace Comer.
Y el 16 de septiembre se estrenó Help, película coprotagonizada junto a Stephen Graham, en el que interpreta a Sarah, una joven que parece haber encontrado su vocación trabajando en un hogar para ancianos de Liverpool durante la pandemia del Coronavirus, donde tiene un talento especial para conectarse con los residentes. En esta producción cabe destacar su implicación en la película como productora ejecutiva.
A mediados de noviembre de 2021 se confirmó que el 2 de enero de 2022, comenzaría el rodaje de Kitbag, película que protagonizará junto a Joaquin Phoenix, y que también dirigirá Ridley Scott, la cual se basará en un biopic de Napoleón Bonaparte, y donde Comer interpretaría a Josefina de Beauharnais. Pero el 4 de enero de 2022, Comer anunció que debido a un conflicto de agendas dejaba el proyecto.
El 16 de marzo de 2022, se confirmó que Comer había firmado oficialmente para el papel principal en el proyecto Big Swiss, la próxima serie de HBO que proviene del ganador del Oscar, Adam McKay y en la cual también participara como productora junto a A24 y McKay’s Hyperobject Industries. Comer interpretará el papel de Flavia, una terapeuta sexual que se obsesiona con un paciente, lo que lleva a una relación obsesiva y explosiva entre los dos.

### 2022-presente:Prima Faciey papeles actuales
El 15 de abril de 2022 se estrenó la obra teatral escrita por Suzie Miller y dirigida por Justin Martin, Prima Facie, que estará en el teatro Harold Pinter Theatre hasta el 18 de junio de 2022, y donde Comer interpretará a Tessa, una joven y brillante abogada a la que le encanta ganar. Se ha abierto paso desde los orígenes de la clase obrera para llegar a la cima; defendiendo; interrogando y dando luz sobre las sombras de la duda, en cualquier caso. Un suceso inesperado la obligará a confrontar las líneas donde el poder patriarcal de la ley, las cargas de las pruebas y la moral divergen.
El 11 de junio de 2022, se confirmó que la obra Prima Facie se llevaría a Broadway en 2023. Por su interpretación de Tessa, Comer ha sido galardonada con premios tan reconocidos como el Premio Laurence Olivier a la Mejor Actriz, y Premio Tony a la mejor actriz principal en una obra de teatro.
El 9 de mayo de 2022, también se confirmó que Comer participaría como protagonista en el thriller The End We Start From dirigida por Mahalia Belo a partir de un guion de Alice Birch (Normal People, Succession) y adaptado de la novela de Megan Hunter. Comer interpretará a una madre que acaba de dar a luz, y que busca el camino a casa bajo una crisis ambiental que sumerge a Londres, una lucha feminista que se centra en la joven destrozada por el caos en el que se encuentra. La producción está programada para agosto de 2022.
El 4 de agosto de 2022, se publicó la noticia de que Comer protagonizará junto a Austin Butler y Tom Hardy la película de Jeff Nichols The Bikeriders (2023) basado en el libro de fotografía de Danny Lyon de 1967, la película contará la historia original de un club de motociclistas del medio oeste americano de los años 60 y su evolución. La película comenzará su producción en Cincinnati, Ohio en octubre. En 2024, prestó su voz al personaje Emily Hartwood en el videojuego de terror de supervivencia Alone in the Dark, una reinvención del videojuego original de 1992 y la séptima entrega de la serie de videojuegos Alone in the Dark.
En 2025, Comer protagonizará la película de terror de Danny Boyle, 28 Years Later, una secuela de la película 28 Days Later (2002). También protagonizará la película de suspenso psicológico de Branagh The Last Disturbance of Madeline Hynde.

## Otros proyectos
En septiembre de 2019, pocos días después de ganar un Emmy, se anunció que Comer sería el rostro de la campaña de moda primavera/verano 2020 de Loewe, para la cual realizaría un cortometraje llamado Either Way, en el que Comer interpreta a una mujer joven que lucha cara a cara con sus demonios internos, pasados, presentes y futuros, mientras se prepara para salir por la noche.

## Imagen
En 2016, Comer fue incluida como una de las "Estrellas del mañana" de Screen International en asociación con el Festival de Cine de Londres.
En noviembre de 2018, The Hollywood Reporter la incluyó en su lista "Next Gen Talent 2018: Hollywood's Rising Young Stars". Además, Comer ocupó el puesto 94 en la lista "TV 100" de Radio Times este año.
En diciembre de 2018, British Vogue incluyó a Comer en su lista de "Las chicas más influyentes de 2018".
En febrero de 2019 Forbes la incluyó en su lista anual de "30 menores de 30" por estar entre las 30 personas más influyentes de la industria del entretenimiento en Europa menores de 30 años.
El 31 de marzo de 2020, Comer fue anunciada como la embajadora de la marca para el cuidado de la piel Noble Panacea. La directora ejecutiva de la marca, Céline Talabaza, explica por qué Jodie Comer representa a la mujer Noble Panacea: “Jodie es una inspiración dinámica y contemporánea que combina a la perfección con nuestro movimiento disruptivo en belleza. Ella se dedica a su oficio de la misma manera que nuestro Fundador, Sir Fraser, lo ha hecho con el suyo. Jodie encarna la versatilidad de la auténtica belleza, una belleza que se extiende mucho más allá de lo visible. Su humildad, pasión y gracia son la esencia de la mujer Noble Panacea”.
En 2021, la revista Harper's Bazaar, la incluyó en la edición especial de diciembre, para nombrarla mujer del año.
Para el número de agosto de 2022, la revista Vogue UK la incluyó en la lista de las 25 mujeres mas influyentes del año. Con una fuerte presencia en la sociedad desde que irrumpió en las pantallas como Villanelle, Vogue destacaba que en este año obtuvo un BAFTA por si interpretación en Help, y su impactante debut en el West End con la obra Prima Facie que impresionó a los críticos, y es por ello que su interpretación en esta obre allegará a Brodway en la primavera de 2023. La revista terminaba el artículo diciendo que: "Comer tiene el mundo a sus pies, y todos nosotros observando."

## Filmografía

### Cine
| Año  | Título                                           | Rol                     | Género                  |
| ---- | ------------------------------------------------ | ----------------------- | ----------------------- |
| 2012 | The Last Bite                                    | Marcie                  | Cortometraje            |
| 2013 | In T'Vic                                         | Holliday                | Cortometraje            |
| 2017 | England Is Mine                                  | Christine               | Drama                   |
| 2019 | Either Way                                       | Madam                   | Cortometraje para Loewe |
| 2019 | Star Wars: Episodio IX - El ascenso de Skywalker | Miramir                 | Aventuras/Acción        |
| 2021 | Free Guy                                         | Millie/Molotov Girl     | Aventuras/Acción        |
| 2021 | El último duelo                                  | Marguerite de Carrouges | Histórica/Drama         |
| 2023 | El final del que partimos                        | Woman                   | Drama/Suspenso          |
| 2023 | The Bikeriders                                   | Kathy                   | Drama                   |
| 2025 | 28 Years Later                                   | Isla                    | Suspenso/Terror         |

### Teatro
| Año       | Obra                    | Personaje | Teatro                                                        |
| --------- | ----------------------- | --------- | ------------------------------------------------------------- |
| 2010      | The Price of Everything | Ruby      | Stephen Joseph Theatre                                        |
| 2022-2023 | Prima Facie             | Tessa     | Harold Pinter Theatre, West End John Golden Theatre, Broadway |

### Televisión
| Año          | Serie                                | Personaje                   | Episodios                               | Nota                             |
| ------------ | ------------------------------------ | --------------------------- | --------------------------------------- | -------------------------------- |
| 2008         | The Royal Today                      | Leanne                      | Episodio 1x41                           |                                  |
| 2010         | Holby City                           | Ellie Jenkins               | Episodio: "Promises"                    |                                  |
| 2010         | Waterloo Road                        | Sarah Evans                 | Episodio 6x03                           |                                  |
| 2011         | Justice                              | Sharna Mulhearne            | 5 episodios                             | Principal                        |
| 2012         | Doctors                              | Kelly Lowther               | Episodio: "Another Day, Another Dollar" |                                  |
| 2012         | Silent Witness                       | Eve Gliston                 | Episodios: "Fear: Parte 1 y 2"          | Secundario                       |
| 2012         | Good Cop                             | Amy                         | Miniserie; 1 episodio                   |                                  |
| 2012         | Casualty                             | Maddy Eldon                 | Episodio: "I'll See You In My Dreams"   |                                  |
| 2012         | Coming Up                            | Cat Sullivan                | Episodio: "Postcode Lottery"            |                                  |
| 2013         | Coming Up                            | Gemma                       | Episodio: "Big Girl"                    |                                  |
| 2013         | Law & Order: UK                      | Jess Hayes                  | Episodio: "Fatherly Love"               |                                  |
| 2013         | Vera                                 | Izzy Rawlins                | Episodio: "Young Gods"                  |                                  |
| 2013-2015    | My Mad Fat Diary                     | Chloe Gemell                | 16 episodios                            | Principal                        |
| 2014         | Inspector George Gently              | Justine Leyland             | Episodio: "Blue for Bluebird"           |                                  |
| 2014         | Remember Me                          | Hannah Ward                 | Miniserie; 3 episodios                  | Principal                        |
| 2015         | Lady Chatterley's Lover              | Ivy Bolton                  | Película para televisión                | Secundario                       |
| 2015-2017    | Doctor Foster                        | Kate Parks                  | 5 episodios                             | Principal                        |
| 2016         | Thirteen                             | Ivy Moxam                   | Miniserie; 5 episodios                  | Principal                        |
| 2016         | Rillington Place                     | Beryl Evans                 | 3 episodios                             | Principal                        |
| 2017         | The White Princess                   | Elizabeth of York           | 8 episodios                             | Principal                        |
| 2018         | Snatches: Moments From Women's Lives | Linda                       | Episodio: "Bovril Pam"                  | Principal                        |
| 2018-2022    | Killing Eve                          | Oksana Astankova/Villanelle | 32 episodios                            | Principal                        |
| 2020         | Talking Heads                        | Lesley                      | Episodio:"Her Big Chance"               | Principal                        |
| 2021         | Help                                 | Sarah                       | Película para televisión                | Principal y Productora ejecutiva |
| Próximamente | Big Swiss                            | Flavia                      | Serie limitada                          | Principal y Productora ejecutiva |

### Videojuegos
| Año  | Serie             | Personaje      | Nota         |
| ---- | ----------------- | -------------- | ------------ |
| 2024 | Alone in the Dark | Emily Hartwood | Papel de voz |

## Premios y nominaciones
| Año  | Premio                                                   | Categoría                                                     | Trabajo                              | Resultado   | Ref.   |
| ---- | -------------------------------------------------------- | ------------------------------------------------------------- | ------------------------------------ | ----------- | ------ |
| 2016 | I Talk Telly Awards                                      | Best Actress in a Drama                                       | Thirteen                             | Nominada    |        |
| 2016 | RadioTimes.com Reader Awards                             | Best Actress                                                  | Thirteen                             | Nominada    |        |
| 2016 | TV Choice Awards                                         | Best Actress                                                  | Thirteen                             | Nominada    |        |
| 2017 | British Academy Television Awards                        | Best Leading Actress                                          | Thirteen                             | Nominada    |        |
| 2017 | Royal Television Society Awards                          | Best Actor (Female)                                           | Thirteen                             | Nominada    |        |
| 2018 | Dorian Awards                                            | TV Performance of the Year (Actress)                          | Killing Eve                          | Nominada    |        |
| 2018 | Female First Awards                                      | Television Actress of the Year                                | Killing Eve                          | Ganadora    |        |
| 2018 | Gold Derby Awards                                        | Drama Actress                                                 | Killing Eve                          | Nominada    |        |
| 2018 | I Talk Telly Awards                                      | Best Dramatic Performance                                     | Killing Eve                          | Nominada    |        |
| 2018 | IGN Summer Movie Awards                                  | Best Dramatic TV Performance                                  | Killing Eve                          | Nominada    |        |
| 2018 | International Online Cinema Awards (INOCA)               | Best Actress in a Dramaa Series                               | Killing Eve                          | Nominada    |        |
| 2018 | Marie Claire Future Shaper Awards                        | Acting High Flyer                                             | Killing Eve                          | Ganadora    |        |
| 2018 | Online Film & Television Association                     | Best Actress in a Drama Series                                | Killing Eve                          | Nominada    |        |
| 2018 | Television Critics Association                           | Individual Achievement in Drama                               | Killing Eve                          | Nominada    |        |
| 2019 | British Academy Television Awards                        | Best Leading Actress                                          | Killing Eve                          | Ganadora    |        |
| 2019 | Broadcast Film Critics Association Awards                | Best Actress in a Drama Series                                | Killing Eve                          | Nominada    |        |
| 2019 | Broadcasting Press Guild Awards                          | Best Actress                                                  | Killing Eve                          | Ganadora    |        |
| 2019 | Critics' Choice Television Awards                        | Best Actress in a Drama Series                                | Killing Eve                          | Nominada    |        |
| 2019 | GALECA: The Society of LGBTQ Entertainment Critics       | TV Performance of the Year - Actress                          | Killing Eve                          | Nominada    |        |
| 2019 | Gold Derby Awards                                        | Drama Lead Actress                                            | Killing Eve                          | Ganadora    |        |
| 2019 | IGN Summer Movie Awards                                  | Best Dramatic TV Performance                                  | Killing Eve                          | Nominada    |        |
| 2019 | International Online Cinema Awards (INOCA)               | Best Actress in a Drama Series                                | Killing Eve                          | Ganadora    |        |
| 2019 | MTV Movie & TV Awards                                    | Best Villain                                                  | Killing Eve                          | Nominada    |        |
| 2019 | National Television Awards                               | Drama Performance                                             | Killing Eve                          | Nominada    |        |
| 2019 | Online Film & Television Association                     | Best Actress in a Drama Series                                | Killing Eve                          | Nominada    |        |
| 2019 | Primetime Emmy Awards                                    | Outstanding Lead Actress in a Drama Series                    | Killing Eve                          | Ganadora    | [ 49 ] |
| 2019 | Royal Television Society Awards                          | Best Actor (Female)                                           | Killing Eve                          | Ganadora    |        |
| 2019 | Satellite Awards                                         | Best Actress in a Series, Drama/Genre                         | Killing Eve                          | Nominada    | [ 50 ] |
| 2019 | Stylist Remarkable Women Awards                          | Best Entertainer                                              | Killing Eve                          | Ganadora    |        |
| 2019 | Television Critics Association                           | Individual Achievement in Drama                               | Killing Eve                          | Nominada    |        |
| 2019 | TV Choice Awards                                         | Best Actress                                                  | Killing Eve                          | Ganadora    |        |
| 2019 | Broadcast Digital Awards                                 | Best Short-Form Drama                                         | Snatches: Moments from Women's Lives | Ganadora    |        |
| 2020 | British Academy Television Awards                        | Best Leading Actress                                          | Killing Eve                          | Nominada    | [ 51 ] |
| 2020 | Broadcast Film Critics Association Awards                | Best Actress in a Drama Series                                | Killing Eve                          | Nominada    |        |
| 2020 | Critics' Choice Television Awards                        | Best Actress in a Drama Series                                | Killing Eve                          | Nominada    | [ 52 ] |
| 2020 | Gold Derby Awards                                        | Drama Lead Actress                                            | Killing Eve                          | Nominada    |        |
| 2020 | Golden Globe Awards                                      | Best Performance by an Actress in a Television Series - Drama | Killing Eve                          | Nominada    |        |
| 2020 | National Television Awards                               | Drama Performance                                             | Killing Eve                          | Nominada    |        |
| 2020 | NME Awards                                               | Best TV Actor                                                 | Killing Eve                          | Nominada    | [ 53 ] |
| 2020 | Online Film & Television Association                     | Best Actress in a Drama Series                                | Killing Eve                          | Nominada    |        |
| 2020 | Primetime Emmy Awards                                    | Outstanding Lead Actress in a Drama Series                    | Killing Eve                          | Nominada    | [ 54 ] |
| 2020 | Screen Actors Guild Awards                               | Outstanding Performance by a Female Actor in a Drama Series   | Killing Eve                          | Nominada    |        |
| 2020 | TV Choice Awards                                         | Best Actress                                                  | Killing Eve                          | Ganadora    | [ 55 ] |
| 2020 | Women's Image Network Awards                             | Actress Drama Series                                          | Killing Eve                          | Nominada    |        |
| 2021 | British Academy Television Awards                        | Best Leading Actress                                          | Killing Eve                          | Nominada    | [ 56 ] |
| 2021 | Golden Globe Awards                                      | Best Performance by an Actress in a Television Series - Drama | Killing Eve                          | Nominada    | [ 57 ] |
| 2021 | MTV Movie & TV Awards                                    | Best Kiss                                                     | Killing Eve                          | Nominada    |        |
| 2021 | Satellite Awards                                         | Best Actress in a Miniseries or Television Film               | Help                                 | Nominada    |        |
| 2021 | Dublin Film Critics Circle Awards                        | Best Actress                                                  | El último duelo                      | 6.º lugar   |        |
| 2021 | Greater Western New York Film Critics Association Awards | Best Actress                                                  | El último duelo                      | Nominada    |        |
| 2021 | Indiana Film Journalists Association                     | Best Actress                                                  | El último duelo                      | Subcampeona |        |
| 2021 | IGN Summer Movie Awards                                  | Best Lead Performer in a Movie                                | El último duelo                      | Nominada    |        |
| 2022 | Columbus Film Critics Association                        | Best Suporting Actress                                        | El último duelo                      | Nominada    | [ 58 ] |
| 2022 | Critics' Choice Super Awards                             | Best Actress in an Action Movie                               | El último duelo                      | Ganadora    | [ 59 ] |
| 2022 | Critics' Choice Super Awards                             | Best Actress in a Science Fiction/Fantasy Movie               | Free Guy                             | Nominada    | [ 59 ] |
| 2022 | Saturn Awards                                            | Best Supporting Actress                                       | Free Guy                             | Nominada    | [ 60 ] |
| 2022 | Golden Schmoes Awards                                    | Best Actress of the Year                                      | El último duelo                      | Nominada    |        |
| 2022 | The Isaac Awards                                         | Best Performance                                              | El último duelo                      | Ganadora    | [ 61 ] |
| 2022 | Online Film Television Association                       | Best Breakthrough Performance: Female                         | El último duelo                      | Nominada    | [ 62 ] |
| 2022 | Broadcasting Press Guild Awards                          | Best Actress                                                  | Help                                 | Nominada    | [ 63 ] |
| 2022 | British Academy Television Awards                        | Best Leading Actress                                          | Help                                 | Ganadora    | [ 64 ] |
| 2022 | Seoul International Drama Awards                         | Best Actress                                                  | Help                                 | Ganadora    | [ 65 ] |
| 2022 | Primetime Emmy Awards                                    | Outstanding Lead Actress in a Drama Series                    | Killing Eve                          | Nominada    | [ 66 ] |
| 2022 | The Stage Debut Awards                                   | Best West End Debut Performer                                 | Prima Facie                          | Ganadora    | [ 67 ] |
| 2022 | Evening Standard Theatre Awards                          | Best Actress                                                  | Prima Facie                          | Ganadora    | [ 68 ] |
| 2023 | WhatsOnStage Awards                                      | Best Performer in a Play                                      | Prima Facie                          | Ganadora    | [ 69 ] |
| 2023 | Laurence Olivier Awards                                  | Best Actress in a Play                                        | Prima Facie                          | Ganadora    | [ 70 ] |
| 2023 | Drama Desk Awards                                        | Outstanding Solo Performance                                  | Prima Facie                          | Ganadora    | [ 71 ] |
| 2023 | Drama League Award                                       | Distinguished Performance                                     | Prima Facie                          | Nominada    | [ 72 ] |
| 2023 | Outer Critics Circle Award                               | Outstanding Solo Performance                                  | Prima Facie                          | Ganadora    | [ 73 ] |
| 2023 | Theatre World Award                                      | Outstanding Debut Performance                                 | Prima Facie                          | Homenaje    | [ 74 ] |
| 2023 | Tony Awards                                              | Best Actress in a Play                                        | Prima Facie                          | Ganadora    | [ 75 ] |
| 2023 | British Independent Film Awards                          | Best Lead Performance                                         | El final del que partimos            | Nominada    | [ 76 ] |